# Трговина људима у Азербејџану
Трговина људима у Азербејџану је постала проблем. Млади су циљна група међу експлоатацијом људи од стране трговаца људима. Борба против трговине људима траје дуги низ година.  У Азербејџану постоје неки центри за помоћ жртвама трговине људима као што су Главно одељење за борбу против трговине људима  и Центар за помоћ жртвама трговине људима.
Канцеларија америчког Стејт департмента за праћење и борбу против трговине људима ставила је земљу у „Ниво 2“ 2017.

## Главно одељење за борбу против трговине људима
Главно одељење за борбу против трговине људима формирано је ради ефикасног извршавања задатака утврђених Националним акционим планом, обезбеђења безбедности жртава трговине људима, пружања стручне помоћи, заштите података прикупљених у јединственом центру у борби против трговине људима. са трговином људима. У борби против трговине људима у овом одељењу раде обучени и професионални припадници полиције.

## Центар за помоћ жртвама трговине људима
Центар за помоћ жртвама трговине људима ради као непрофитне институције. Циљ Центра за жртве трговине људима је заштита права и интереса жртава трговине робљем, медицинска, психолошка помоћ, њихова социјална рехабилитација, њихова реинтеграција у друштво, помоћ у повратку у нормалан живот. Центар израђује план социјалне рехабилитације жртава трговине људима ради одговора на свако од појединачних људских и грађанских права, легално помаже у остваривању права жртава, обезбеђује им запошљавање и обуку, обезбеђујући стамбени простор за жртве трговине људима. Уколико су жртве деца, овај центар податке о њима одмах пријављује Комисији за заштиту њихових права и Комисији за старатељство.

## Мере и напори
Партнерство је веома важно у овој области. Представници САД и Азербејџана обично критикују једни друге на састанцима ОЕБС-а о имплементацији људске димензије. САД су највећи партнер Азербејџана у борби против трговине људима. У марту 2016. Амбасада САД и Главно одељење за борбу против трговине људима у Азербејџану организовали су међународну конференцију. Током конференције извршена је координација заједничких активности агенција за провођење закона. Један од програма који САД спроводе у Азербејџану има за циљ борбу против трговине људима. Уз подршку Сједињених Америчких Држава , предузети су кораци за стварање склоништа за жртве трговине људима и повећање капацитета рада тамошњих људи. Сједињене Државе удружују снаге са Азербејџаном у борби против трговине људима у складу са приоритетима идентификованим у Концепту „Азербејџан 2020: визија будућности“. УСАИД спроводи заједничке пројекте са одговарајућим органима Азербејџана. 